# Otto Dorfner
Pour les articles homonymes, voir Dorfner.
Otto Dorfner (Kirchheim unter Teck, 13 juin 1885 – Weimar, 3 août 1955 est un maître relieur et dessinateur de couvertures d'art allemand qui, après avoir été nommé par Henry van de Velde à l' École des arts appliqués de Weimar, y travailla comme un chef d'atelier et un professeur d'université. Il fonda un collège de reliure et développa un style connu sous le nom de style de ligne.

## Biographie
Otto Dorfner naît le huitième de douze frères et sœurs à Kirchheim dans le Wurtemberg. Là, il obtient son diplôme d'études secondaires en 1899 avec l'examen final d'un an de service militaire volontaire et en 1902, un apprentissage de relieur. Il travaille ensuite pendant six ans chez divers relieurs en Allemagne jusqu'à ce qu'il réussisse son examen de maître artisan en 1908 devant la Chambre des métiers de Meiningen. D'autres études l'ont conduit à Berlin , où il était dans la classe d'art de l'école de reliure avec les professeurs Paul Kersten et Ludwig Sütterlin. Dorfner est nommé professeur à l'École grand-ducale des arts appliqués de Weimar en 1910, alors dirigée par Henry van de Velde.

## Travail
En 1914, Dorfner reçoit un prix pour le travail de ses étudiants à la Foire internationale du livre. Il a également reçu la médaille d'or pour son propre travail. Après la Première Guerre mondiale , il poursuit ses activités d'enseignement au Bauhaus. Parmi ses élèves au Bauhaus, on trouve par exemple Gudrun Zapf-von Hesse et Anny Wottitz. En 1922, il fonde une école technique privée pour l'artisanat de la reliure dans son propre domicile sur Erfurter Straße. Quatre ans plus tard, il est nommé professeur de graphisme et de conception de polices au College of Crafts and Architecture. En 1923, Otto Dorfner est l'un des fondateurs de l'Association des maîtres de l'art de la reliure.
En 1930, son établissement d'enseignement privé a été agrandi et la technologie de reliure mécanique a été introduite. En plus de son enseignement, Dorfner réalise des reliures pour la presse Weimar Cranach du comte Harry Keßler et ses reliures sont offertes en cadeaux par les villes de Weimar et de Thuringe à Joseph Goebbels et Adolf Hitler, qui est inscrit sur la Gottbegnadeten-Liste. En 1936 Dorfner a reçu le prix d'art et de littérature de la ville d'Iéna, en 1937 il a reçu le grand prix à l'Exposition universelle internationale de Paris.
Le biographe de Dorfner, Wolfgang Eckhardt, décrit le tournant vers le Faust de Goethe en 1946 comme un « nouveau départ ». En fait, seules quelques reliures Faust sont connues de l'époque antérieure. En conséquence, Dorfner a décidé, également en vue de l'anniversaire prochain de Goethe, de relier toutes les éditions Faust disponibles qui avaient paru de 1790 jusqu'à ce moment-là. Il a également réalisé des couvertures pour l'édition de 143 volumes de Weimar Sophia des œuvres de Goethe. Sa collection d'éditions Faust reliées artistiquement est conservée dans la bibliothèque de la duchesse Anna Amalia depuis 2011.
La maison et l'atelier de Dorfner à Weimar existent toujours en grande partie inchangés et ont été récemment utilisés comme atelier de formation pour l'école d'art Burg Giebichenstein.

## Collections
- Bibliothèque nationale de France
- Bibliothèque nationale allemande[1]